# Омен, Йохан
Йо́хан О́мен (англ. Johan Oomen, 6 июня 1965 — январь 2022) — нидерландский профессиональный снукерный рефери. Родился в Нидерландах, проживал в Англии.

## Карьера
Йохан Омен получил квалификацию профессионального рефери в 1995 году. Свой первый профессиональный матч он провёл в 2001 году на турнире LG Cup. За свою карьеру судил финалы таких крупных турниров, как Гран-при (2005, матч между Ронни О'Салливаном и Джоном Хиггинсом) и Шанхай Мастерс (2007, матч между Райаном Дэем и Домиником Дэйлом). Некоторое время считался одним из ведущих рефери в профессиональном снукере, однако 24 сентября 2007 он объявил о завершении своей судейской карьеры. Это решение было связано с переходом на новую работу.
Высший брейк Омена — 112 очков.
15 января 2022 года появилась информация о смерти Й. Омена.